# Герб Серова
Герб муниципального образования «Серовский городской округ» Свердловской области Российской Федерации —  официальный символ муниципального образования, наряду с флагом.
Герб утверждён 31 августа 2004 года Решением № № 26 собрания муниципального образования «Серовский городской округ».
Герб внесён в Государственный Геральдический регистр РФ под регистрационным номером 1589.
30 сентября 2008 года Решением Думы Серовского городского округа № 100 в описание ныне действующего герба были внесены изменения: слова «Щит увенчан золотой башенной короной о трех зубцах» заменены словами «Щит увенчан короной установленного образца», а также дополнен пункт 2.1: «Допускается равнозначное использование герба увенчанного статусной короной и без короны».

## Описание и обоснование символики
Геральдическое описание (блазон):
В поле, пересеченном серебром и лазурью, — возникающий из-за линии деления чёрвленый шар, окруженный соединенными в два ряда, острыми концами наружу таковыми же беличьими шкурками; внизу — серебряный с золотыми шишками кедр, вершина которого обременяет червленый шар; все сопровождено в перевязь двумя пятилучевыми звездами переменных с полем цветов. Щит увенчан золотой башенной короной о трех зубцах.
Красно-серебряная цветовая гамма верхней части герба указывает на металлургическое производство, энергию и (вкупе с делением щита) на то, что Серов является центром одноименного района. Указанием на металлургическое производство служит напоминающая разливочный ковш форма «лучей» вокруг шара (солнца). Кроме того, беличий мех — устоявшийся символ принадлежности к Свердловской области.
Две звезды, символизируют северное положение города, а также напоминают о старом названии завода «Надеждинский».
Серебряный с плодами кедр также поддерживает символику севера, а кроме того, олицетворяет собой обретение плодов, силу и процветание.
Герб города Серова разработан А. Грефенштейном.

## История
10 июля 1973 года в связи с 80-летием города, решением исполнительного комитета Серовского городского Совета депутатов трудящихся № 253 «Об утверждении эскиза герба города Серова» был принят проект, разработанный В. Н. Лемским и А. Ф. Елисеевым. Эскиз представлял собой "прямоугольник, на красном фоне которого изображен ковш, разливающий металл, шестерня, ель и электроопора, символизирующие основные виды промышленности: металлургической, машиностроения, лесной и энергетической, имеющихся в г. Серове. Низ прямоугольника оформляют колосья жёлтого цвета. Вверху на жёлтом фоне написано «Серов». 24 декабря 1973 года было также принято решение исполнительного комитета Серовского городского Совета депутатов трудящихся № 482 «Об учреждении символического ключа и герба города Серова», согласно которому ключ и герб надлежало передать в Серовский краеведческий музей на вечное хранение. Оригинальное изображение этого символа не сохранилось; в наиболее распространенных его версиях на сувенирных знаках отсутствуют колосья. На бланках Серовской городской Думы эти колосья трансформированы в подобие ленты, обрамляющей нижнюю часть щита. Эмблема 1973 г. изображалась на памятном знаке при въезде в город.